# ローラーコースター!
『ローラーコースター!』(原題:롤러코스터、英題:Fasten Your Seatbelt)は、2013年の韓国のコメディ映画である。
なお「第9回大阪アジアン映画祭」では「ローラーコースター」として上映、2015年パラマウント・ジャパンから「ローラーコースター!」としてソフトが発売されている。

## 概要
『ローラーコースター!』は俳優ハ・ジョンウの監督デビュー作であり、「第18回釜山国際映画祭」で先行公開の後、2013年10月17日に劇場公開となった。韓国内での上映・公開とともに、ロシアで開催の「第12回デビュー作国際映画祭スピリット・オブ・ファイア」や「第15回ハワイ国際映画祭」のスプリング・ショーケースなどに招待され、「第9回大阪アジアン映画祭」の国際コンペティション部門にノミネートの上、ハ・ジョンウが「来るべき才能賞」を受賞。

## あらすじ
飛行機恐怖症で潔癖症の人気俳優マ・ジュンギュは日本でのプロモーションのために来日していたが、日本の女性アイドルとのスキャンダルが発生する。スキャンダルの騒ぎを避けるために、急いで金浦空港行の飛行機に搭乗するが、おかしな乗客や搭乗員によりイライラを募らせる。そんな中、台風により着陸に何度も失敗し、機内は混乱に陥ってしまう。

## キャスト
- チョン・ギョンホ - 俳優 マ・ジュンギュ
- ハン・ソンチョン - 機長 ハン・キボム
- キム・ジェファ - 客室乗務員 キム・ファラン
- コ・ソンヒ - 客室乗務員(日本人) 南戸
- チェ・ギュファン - キム・ヒョンギ記者
- キム・ギチョン - ホ・スンボク会長
- キム・ビョンウク - 和尚
- カン・シンチョル - カン・シンチュ事務長
- マ・ドンソク - 羽田空港管制官

## スタッフ
- 監督・脚本:ハ・ジョンウ
- アクション監督:ホ・ミョンヘン
- 撮影:ソ・ジョンオ
- 音楽:キム・ジョンボム
- 美術:チェ・ヨンシク